# قبوستان
قبوستان (بالأذرية: Qobustan) هي مدينة والمركز الإداري لمقاطعة قبوستان في أذربيجان. ويبلغ عدد سكانها 3 ألاف و945 نسمة.

## التاريخ
تم تغيير مسمى المدينة من مارازا (Maraza) إلى قبوستان في عام 2009.